# Palazzo Arcivescovile (Ferrara)

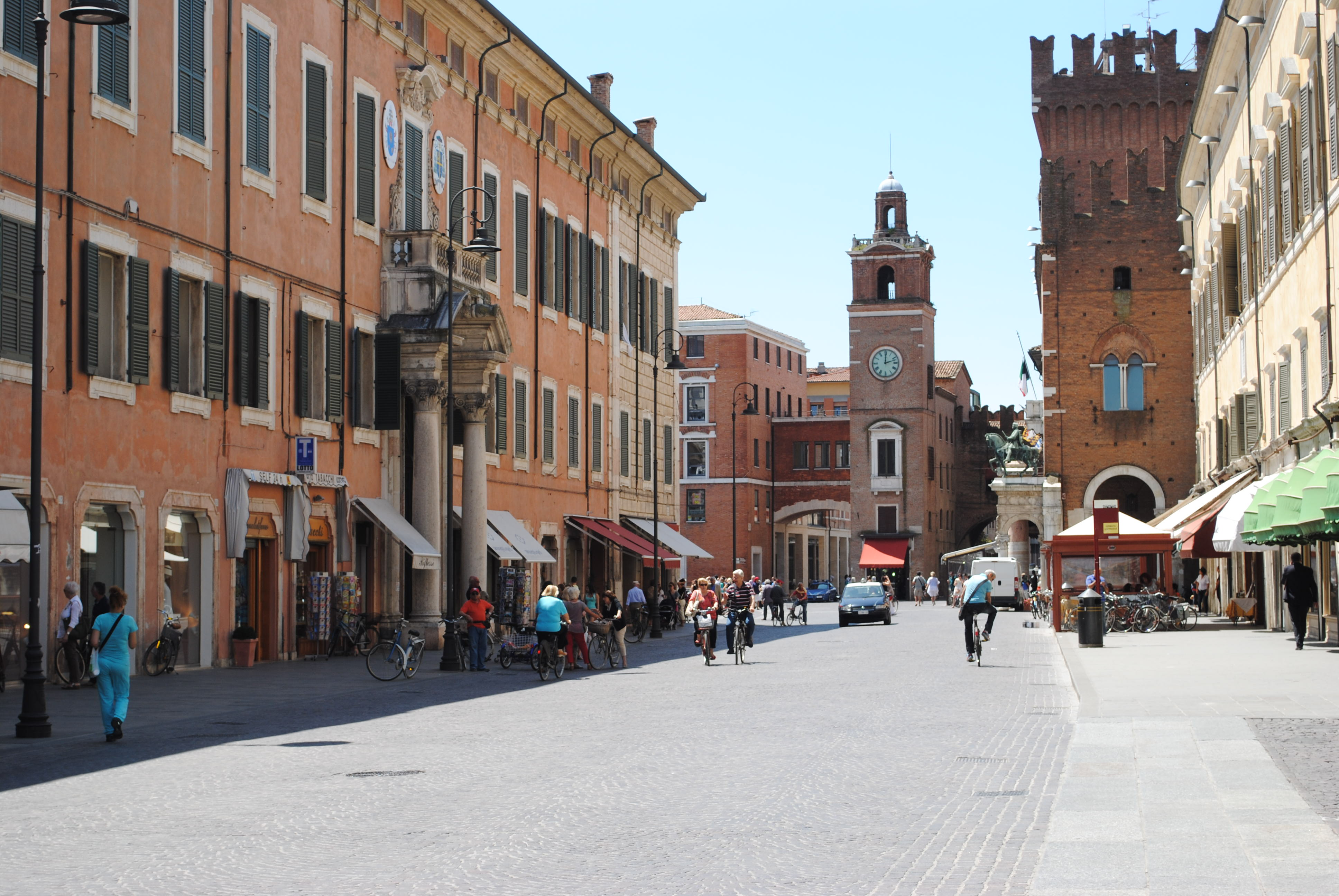
Palazzo Arcivescovile (links)

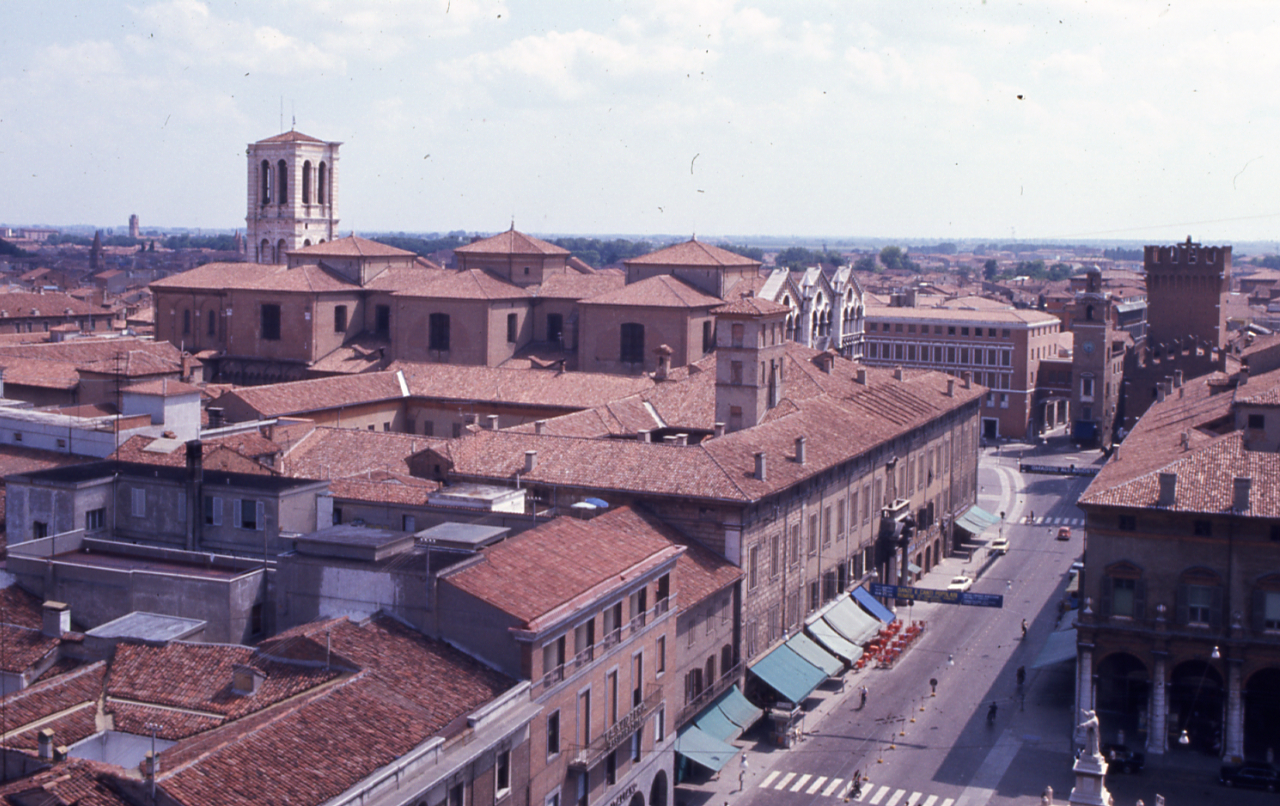
Palazzo Arcivescovile auf einem Foto von Paolo Monti (1974)

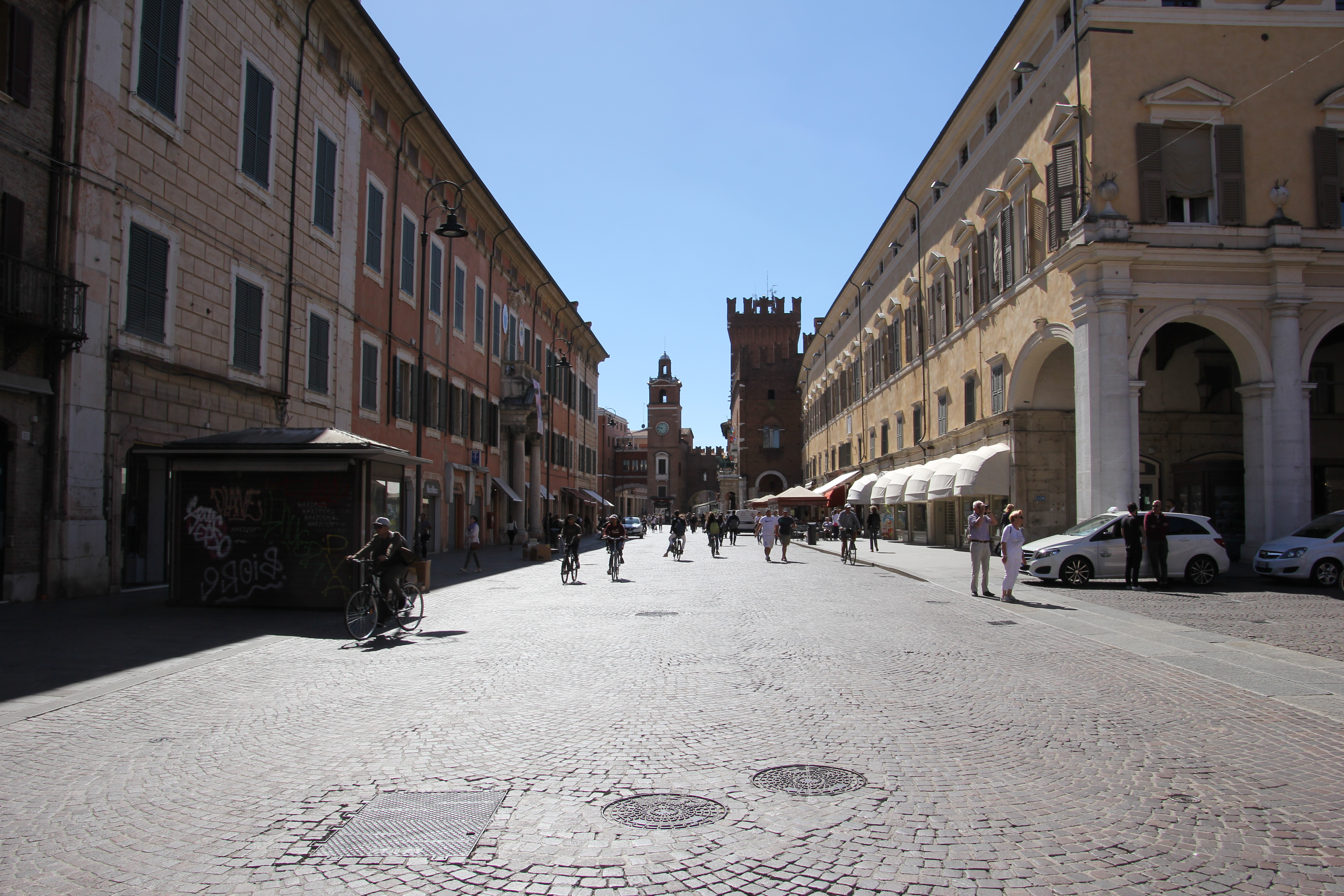
Corso Martiri della Libertà mit Palazzo Arcivescovile e Palazzo Municipale nebeneinander.

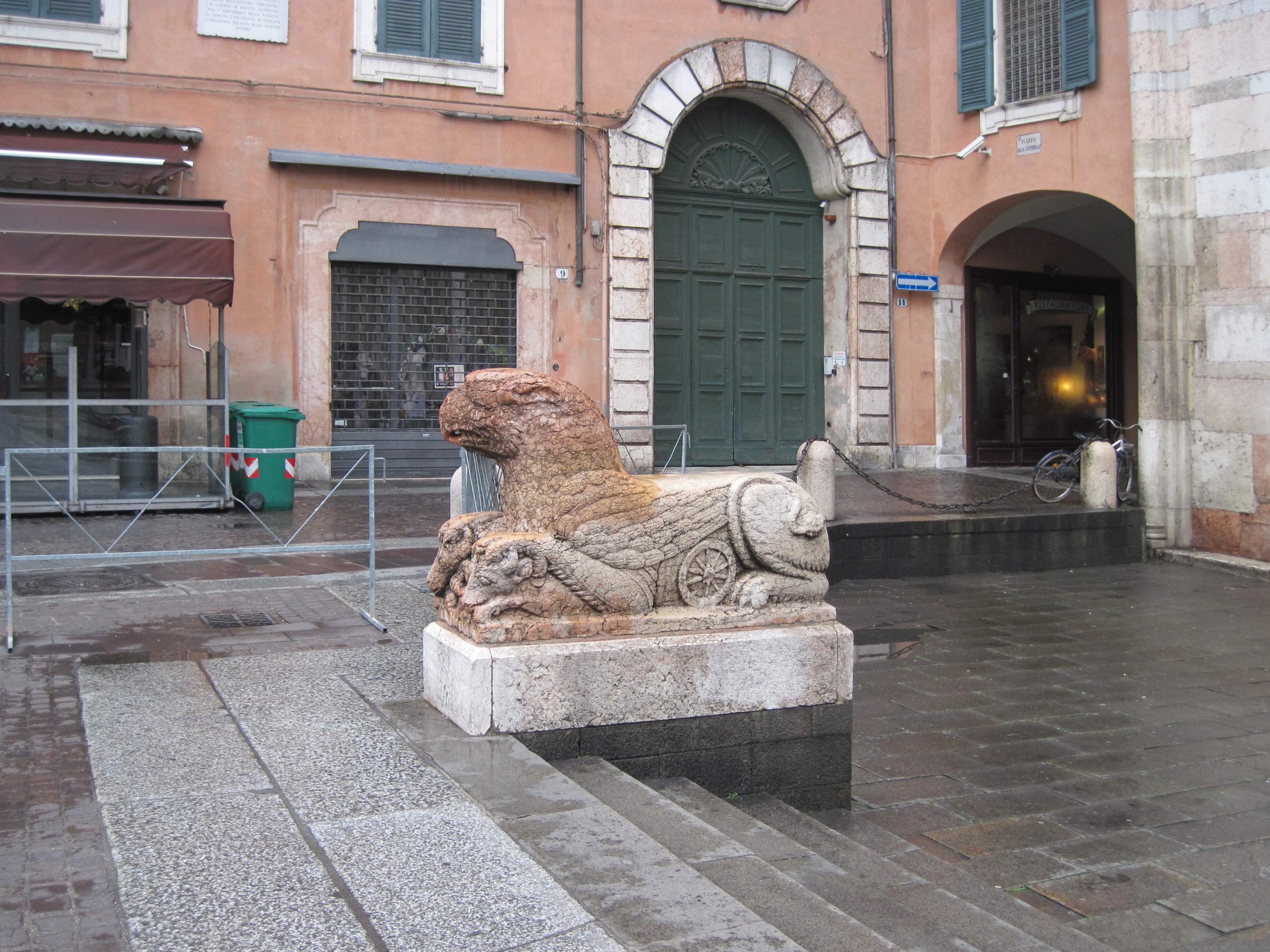
Domplatz. Nebeneingang des erzbischöflichen Palastes und rechts davon das Gewölbe, das zur Via Guglielmo degli Adelardi führt, unter dem Übergang, der den Palast mit der Kathedrale verbindet.

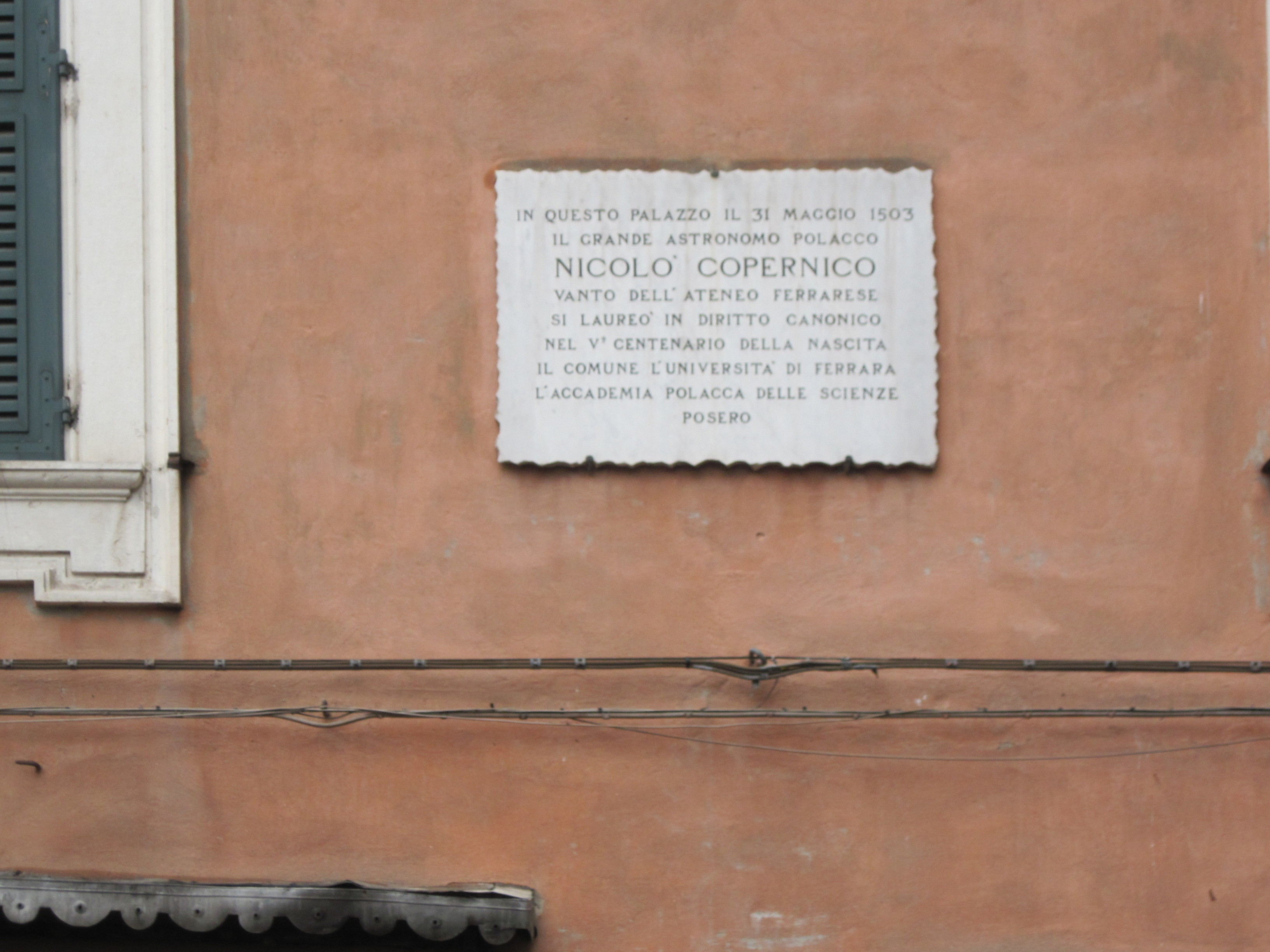
Steintafel zur Erinnerung an den Abschluss in kanonischem Recht durch Nikolaus Kopernikus an der Fassade des erzbischöflichen Palastes zum Domplatz hin

Der Palazzo Arcivescovile  ist ein Palast im historischen Zentrum von Ferrara in der italienischen Region Emilia-Romagna. Er liegt am Corso Martiri della Libertà neben der Kathedrale San Giorgio. Er wurde im Auftrag des Kardinals Tommaso Ruffo ab 1717 im damals neuesten Baustil errichtet.

## Geschichte

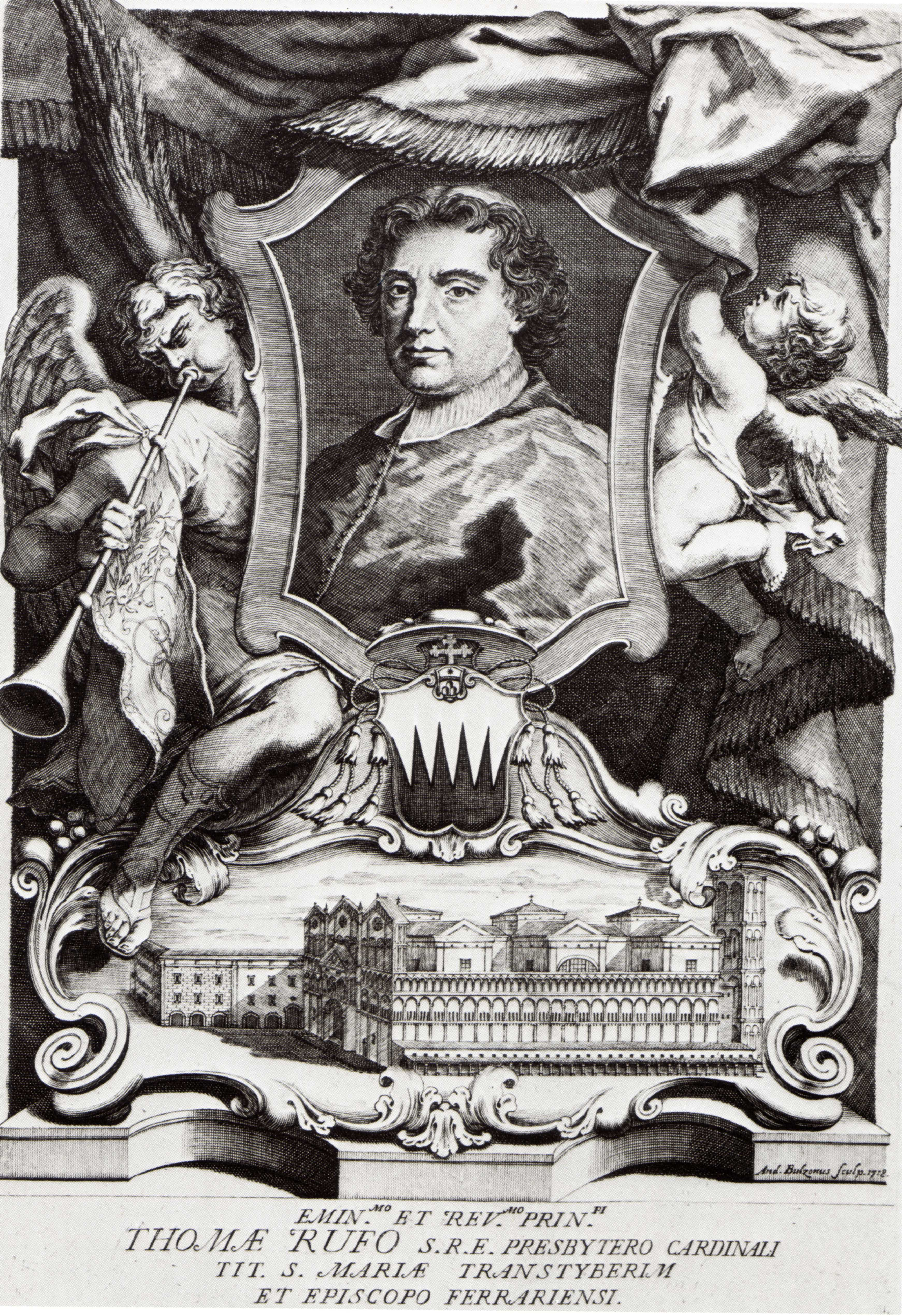
Porträt von Tommaso Ruffo (Andrea Bolzoni). Unter dem Porträt sieht man die Kathedrale und den erzbischöflichen Palast.

Spätestens ab 1172 hatten die Bischöfe innerhalb der einfachen Stadtmauern von Ferrara ein Gebäude in der Nähe der Kirche Santo Stefano am alten Lauf des Po di Primaro zu ihrer Verfügung und dies geschah, bevor sich das religiöse und politische Zentrum der Stadt in der Zeit der Stadterweiterung weiter nach Norden verlagerte. Mit dem Bau der neuen Kathedrale, die die Basilika San Giorgio vor den Mauern ersetzte, wurde ab dem Ende des 12. Jahrhunderts ein neuer Bischofspalast in geringere Größe als das heutige Gebäude errichtet. Dann wurde ab 1441 im Auftrag des Bischofs Giovanni Tavelli da Tossignano die einfache Bischofsresidenz mit einem neuen Flügel, der bis zum Kirchhof der Kathedrale reichte, erweitert, sodass die Fassade des Palastes bedeutender erschien, und gleichzeitig wurden die Innenräume mit Dekorationen aufgewertet, die heute jedoch teilweise wieder verschwunden sind.
Der Neubau in moderner Form wurde im Auftrag von Kardinal Tommaso Ruffo durchgeführt, der den Palast, den er bis dahin als Bischofssitz nutzte, für von zu bescheidenem Ausmaß und nicht von ausreichendem Prestige hielt. Mit dem Neubau wurde zunächst Tommaso Mattei, ein Architekt aus Rom, allein beauftragt. Im selben Maße, wie der Kardinal zahlreiche benachbarte Gebäude kaufte, ließ er einen Teil des einfachen Palastes einreißen und den neuen Bischofssitz in einem einzigen, monumentalen Block vereinigen. Die Arbeiten dauerten mindestens bis 1724 und es wurde damit Vincenzo Santini, ein Architekt aus Venedig, beauftragt, der auch an der Kirche San Domenico arbeitete.
Nach dem Umbau waren in dem neuen Palast bekannte Persönlichkeiten zu Gast. 1796 traf dort Napoleon Bonaparte den Kardinal Alessandro Mattei und 1857 weilte dort der Erzbischof der Metropolstadt Ferrara, Luigi Vannicelli Casoni; dort war auch Papst Pius IX. zu Gast.

### Umbau des ehemaligen herzoglichen Palastes
Etwa 14 Jahre nach dem Neubau des Palazzo Arcivescovile entschied sich der Herzog von Modena und Reggio, Francesco III. d’Este, der als Erbe der Dynastie D’Este, die Ferrara seit 1597 regiert hatte, auch Eigentümer des ehemaligen herzoglichen Palastes war, dieses Gebäude, das über die Zeit in schlechtem Zustand war, restaurieren zu lassen. Als Architekten zur Ausführung seines Projektes wählte er Angelo und Francesco Santini (Söhne von Vincenzo Santini) und nach diesem Eingriff zeigte der Palast das Aussehen, das bis heute erhalten ist. Das Aussehen dieses Teils der Stadt änderte sich also in wenigen Jahrzehnten wesentlich und die beiden gegenüberliegenden Paläste erhielten Ausdehnungen und Aussehen von gleicher Würde.

## Beschreibung
Der erzbischöfliche Palast hat bemerkenswerte Dimensionen und ist durch ein großes Eingangsportal gekennzeichnet, das zwei Stockwerke beansprucht und auf seinen Säulen den Balkon des zweiten Obergeschosses in der Mitte der Fassade vor dem Palazzo Municipale stützt. Die Innenräume sind mit Stuck und Fresken dekoriert und fein ausgearbeitet. Die monumentale Innentreppe zwischen Haupteingang und Innenhof ist in architektonischer Hinsicht sehr typisch für die Zeit des 18. Jahrhunderts in Ferrara. Der Sohn von Vincenzo Santini, Angelo, ließ sich zu diesem Werk durch die Ehrentreppe des Palazzo di Renata di Francia inspirieren. Die Decke ist reich mit Fresken von Vittorio Bigari verziert. Es gibt Statuen und Dekorationen, die Filippo Suzzi und Andrea Ferreri zugeschrieben werden, und an den Wänden befindet sich ein Gemälde mit Madonna von Ippolito Scarsella.
Die erzbischöfliche Residenz ist direkt mit der Kathedrale über einen erhöhten Übergang verbunden, der ein charakteristisches Gewölbe bildet. Über diesen Übergang gelangt man vom Domplatz zur historischen Via Guglielmo degli Adelardi (der alten Via Gorgadello).

## Sitz der Universität
Bevor der Sitz der Universität Ferrara 1567 in den Palazzo Paradiso verlegt wurde, also vor dem Neubau im 18. Jahrhundert im Auftrag von Kardinal Ruffo, machte hier 1503 Nikolaus Kopernikus seinen Abschluss in Kanonischem Recht.